# Greyhound

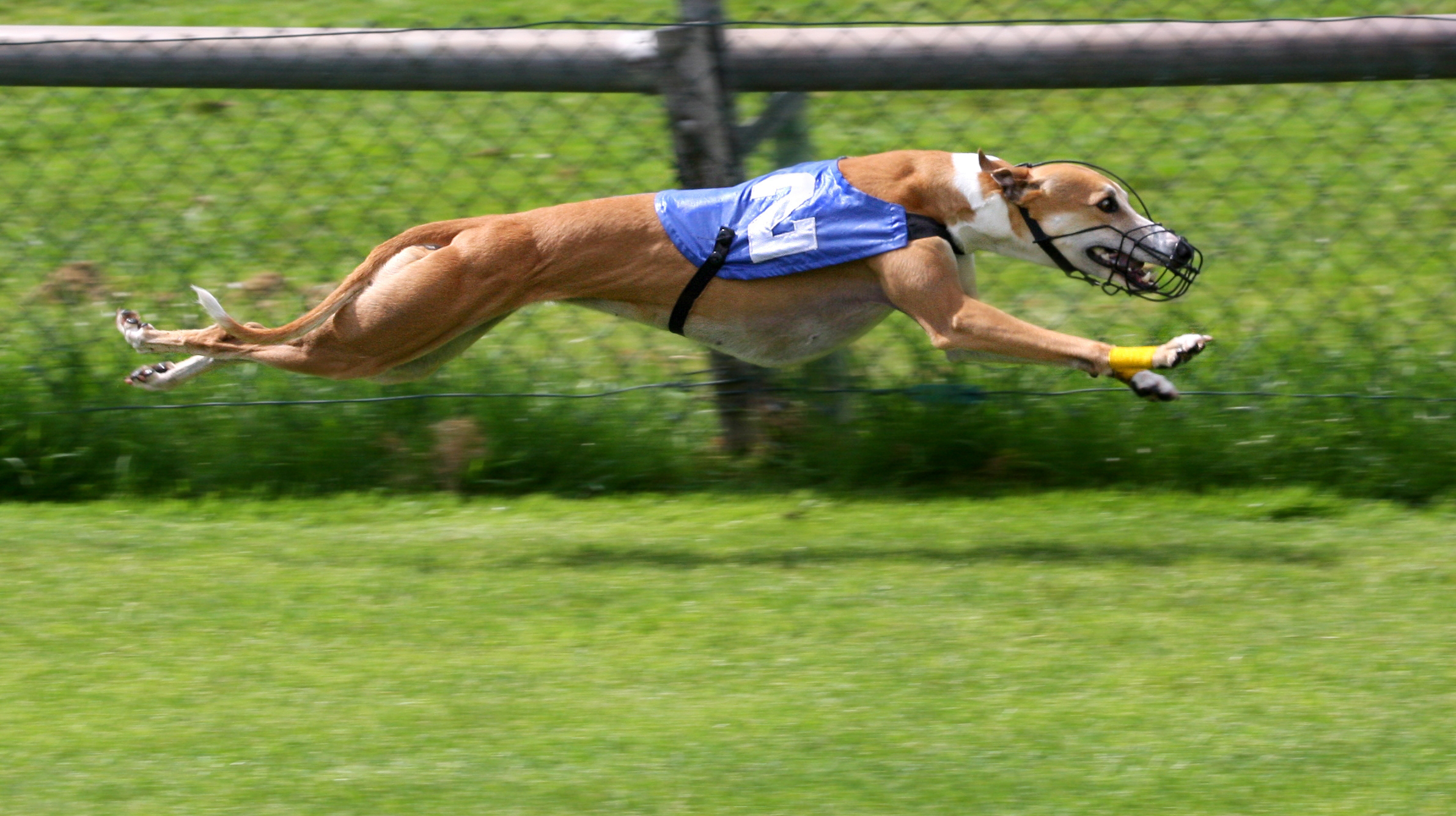
Wyścigi greyhoundów

Greyhound – rasa psa zaliczana do grupy chartów, jeden z najszybszych psów, hodowany w Anglii od wczesnego średniowiecza, użytkowany do polowań i na wyścigach psów. Typ chartowaty.

## Rys historyczny
Liczący prawie 5 tysięcy lat rysunek w egipskich grobowcach sugeruje, że przodkowie rasy pochodzą z Bliskiego Wschodu (Egiptu), skąd były wywożone m.in. do Hiszpanii, Chin i Persji. Współczesna forma tej rasy powstała w Wielkiej Brytanii. W Anglii, do której dotarły we wczesnym średniowieczu, greyhoundy hodowano do polowań, podczas których miały za zadanie doścignąć zdobycz. Nie dążono do stworzenia samotnych myśliwych, greyhoundy miały współpracować z innymi psami. Przejście z myślistwa na tor wyścigowy utrzymało tę cechę ich osobowości.
Greyhoundy przez długi czas kojarzono ze szlachtą. Od XI do XIV wieku angielskie prawo zabraniało „ludziom z plebsu” posiadania greyhoundów pod karą śmierci.

## Wygląd

### Budowa
Greyhound to pies o długiej szyi i głowie, o mało widocznym stopie, bądź garbonosie.
- Uszy są małe i zazwyczaj płasko noszone do tyłu wzdłuż szyi; mogą być półstojące bądź całkiem podniesione w momentach wzmożonego zainteresowania. Takie ucho nazywane jest uchem różyczkowym (w kształcie płatka róży).
- Grzbiet psa jest długi i muskularny z silnymi, lekko wysklepionymi lędźwiami. Głęboka klatka piersiowa i wąska talia nadają greyhoundowi charakterystyczną sylwetkę.
- Nogi są długie i mocne. Łapy małe i zwarte, o wyrazistych kostkach palców. Ogon długi i lekko wygięty.

### Szata i umaszczenie
Szata greyhounda jest gęsta i delikatna. Występują w każdym kolorze, wliczając biały, płowy, czerwony, czarny, niebieski, wiele odcieni pręgowania i z motywami wszystkich tych kolorów połączonych z białym

## Zachowanie i charakter
Greyhoundy mają spokojne i delikatne usposobienie. Są psami bardzo związanymi ze stadem i szybko akceptują ludzi jako jego członków. Wykazują dużo cierpliwości w kontaktach z domownikami. Wiele osobników zachowuje skłonności do pogoni za zwierzyną, stąd problematyczne może być hodowanie greyhounda wraz z innymi, mniejszymi zwierzętami domowymi. Szybko się uczą i radzą sobie na szkoleniach posłuszeństwa.

## Użytkowość
Współcześnie wykorzystywany jest jako pies wyścigowy lub do towarzystwa. Jest jednym z najszybszych psów. Rekordowa prędkość jaką odnotowano w czasie wyścigów wynosi 72 km/h.

## Zdrowie i pielęgnacja
Nie wymagają wielu zabiegów pielęgnacyjnych. Proces linienia jest u nich znikomy.
Istnieje konieczność zaspokojenia naturalnej potrzeby ruchu tego psa, z tym, że nie wymaga on długich spacerów, ale jednorazowego wysiłku. Zrealizowanie tego typu potrzeb umożliwi uczestnictwo psa w wyścigach lub w coursingu. Przeciętna długość życia greyhoundów wynosi od 12 do 14 lat.

## Klasyfikacja FCI
W klasyfikacji FCI rasa ta została zaliczona do grupy X – charty, sekcja chartów krótkowłosych. Ostatnie zmiany we wzorcu wprowadzono 13 października 2010. Greyhound nie podlega próbom pracy (do uzyskania praw hodowlanych lub championatu międzynarodowego nie są wymagane wyniki konkursów lub zawodów).